# Каргали (Чингірлауський район)
Каргали́ (або Каргала; каз. Қарғалы) — село у складі Чингірлауського району Західноказахстанської області Казахстану. Входить до складу Карагаського сільського округу.
У радянські часи село називалось Каракала.
Населення — 7 осіб (2021; 44 у 2009, 142 у 1999, 197 у 1989).